# Pods and Gods
Pods and Gods is een 7" single van de Amerikaanse punkband NOFX, uitgegeven in 2000 door Fat Wreck Chords.
Het album werd een maand voor Pump Up the Valuum uitgebracht. Volgens zanger Fat Mike zou het nummer "Pods and Gods" op het album komen, maar de band besloot toch om het nummer "My Vagina" te gebruiken. Het nummer stond nog wel op het album 45 or 46 Songs That Weren't Good Enough to Go on Our Other Records.
De oplage van de single is beperkt tot 12.000 exemplaren, gedrukt op oranje vinyl

## Nummers
1. "Pods and Gods"
2. "What's the Matter with Parents Today?"

## Band
- Fat Mike - zang, basgitaar
- Eric Melvin - gitaar
- El Hefe - gitaar
- Erik Sandin - drums